# 폭렬천사
폭렬천사(Burst Angel, 일본어: 爆裂天使)는 오하타 코이치가 감독하고 시모 후미히코가 각본을 맡은 일본 애니메이션 TV 시리즈이다. 곤조 애니메이션 스튜디오에서 제작했다. 폭렬천사는 가까운 미래에 범죄 활동이 증가하면서 일본 정부가 시민들에게 총기 소지를 허용하고 최근 무장한 도쿄 경찰(RAPT)을 창설하게 된 이후에 발생한다. 이 시리즈는 조(Jo), 멕(Meg), 세이(Sei), 에이미(Amy)라는 네 명의 용병단을 따라간다. 2004년 4월부터 9월까지 TV 아사히히에서 24부작으로 방송되었다. 2007년에는 폭렬천사-INFINITY-라는 제목의 오리지널 비디오 애니메이션(OVA)이 출시되었다.